# Porte d’Aix

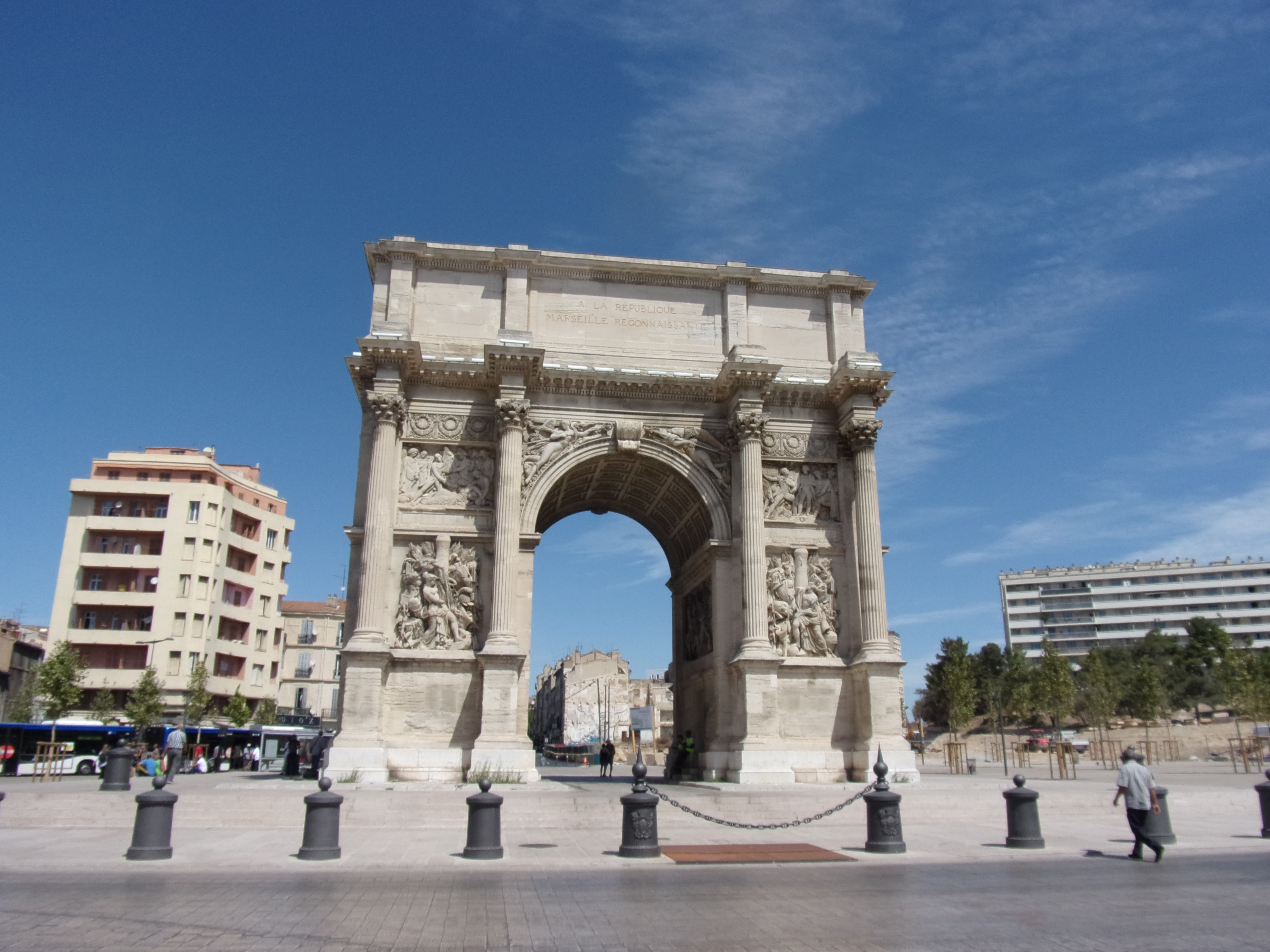
Die Südfassade ohne Statuen

Die Porte d’Aix, auch Porte Royale (dt. Königstor) ist ein Triumphbogen auf der Place Jules-Guesde in Marseille. Sein Name rührt von seinem Standort an der Ausfallstraße nach Aix-en-Provence her. 

## Geschichte
Ludwig XVI. wollte mit dem Bogen ursprünglich ein Denkmal für den Frieden von Paris, der den Amerikanischen Unabhängigkeitskrieg beendete, errichten. Die Französische Revolution von 1789 setzte dem Vorhaben vorerst ein Ende.
Erst mit der Restauration der Bourbonen nahm man die Planungen 1823 wieder auf. Der Grundstein wurde 1825 gelegt. Nun sollte der Bogen allerdings als Denkmal an die erfolgreiche Invasion in Spanien unter dem Kommando des Herzogs von Angoulême erinnern, die zur Niederschlagung der Spanischen Revolution und der Wiedereinsetzung von König Ferdinand VII. führte.
Nach erneuten Verzögerungen durch die Julirevolution gelang 1839 schließlich die Fertigstellung.

## Architektur
Der Architekt Michel-Robert Penchaud orientierte sich an antiken Beispielen. Vor allem der Titusbogen, aber auch der Konstantinsbogen und der Trajansbogen haben den Entwurf beeinflusst. Beide Hauptfassaden des ca. 18 m hohen Baus werden von je vier korinthische Säulen gegliedert. Diese sind ebenfalls korinthischen Pilastern vorgesetzt. Auf der Attika „bedankt“ sich die Stadt Marseille bei der Republik (A LA RÉPUBLIQUE – MARSEILLE RECONNASSANTE).
Den Figurenschmuck schufen die Bildhauer David d’Angers und Jules Ramey je auf der Nord- bzw. Südseite. Das Figurenprogramm musste unter der Julimonarchie geändert werden: das Haus Orléans hatte nun die Königswürde inne, sodass man den Bogen nicht mehr als Denkmal für einen Prinzen aus dem Hause Bourbon errichten konnte. Statt auf Erfolge des Herzog von Angoulême anzuspielen, zeigen die Reliefs nun Trophäen und Viktorien sowie Szenen der für Frankreich siegreichen Schlachten bei Fleurus, Heliopolis, Marengo und Austerlitz sowie in der Durchfahrt  den „Aufruf zur Verteidigung der Freiheit“ (La patrie appelant ses enfants à la défense de la Liberté) von d’Angers und Rameys „Rückkehr in die Heimat“ (Le retour dans le foyer). Der Triumphbogen konnte nun als ein allgemeines Siegesdenkmal Frankreichs angesehen werden.

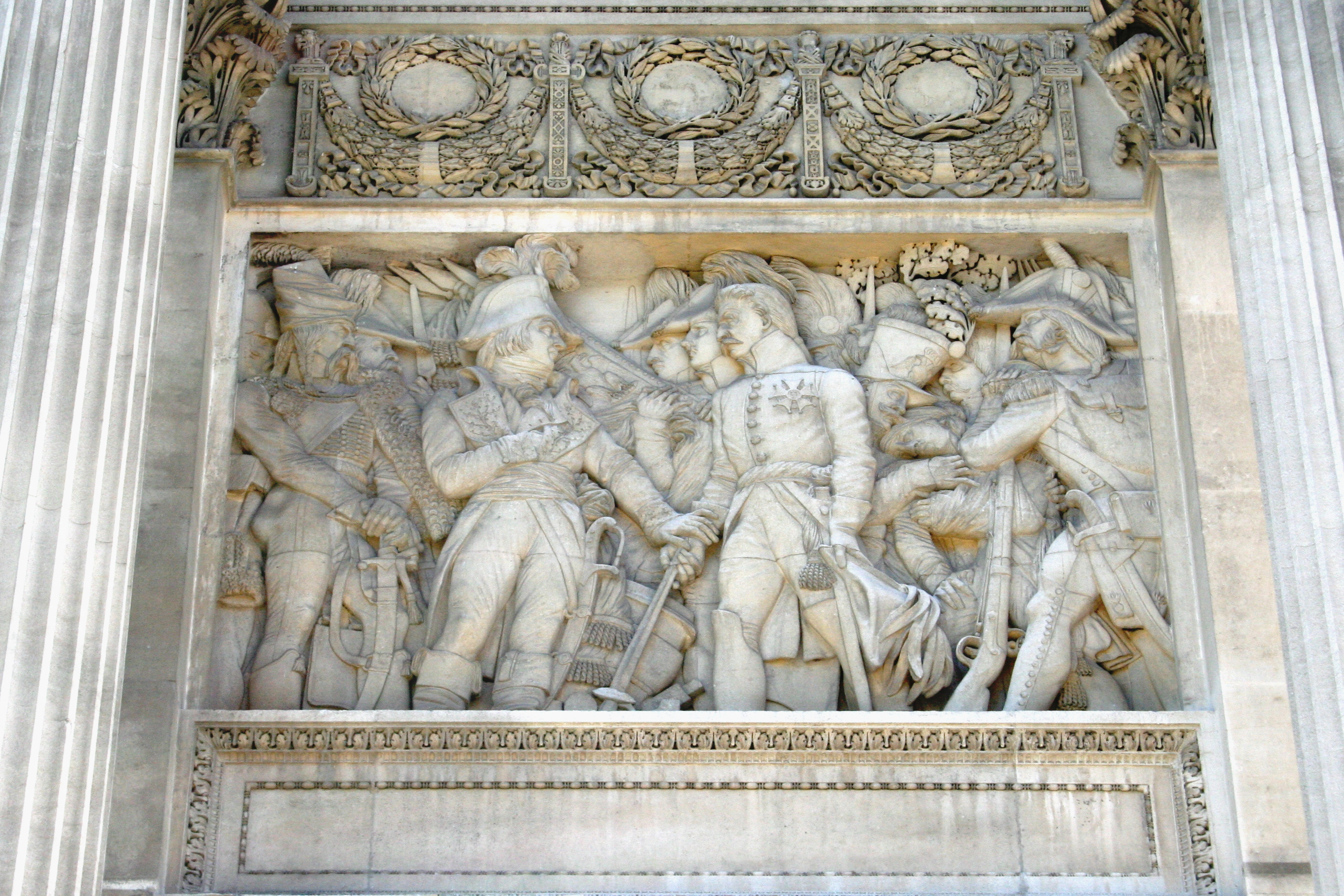
Nordwest: Der besiegte Feldmarschall Friedrich von Sachsen-Coburg-Saalfeld zieht den Hut vor Jean-Baptiste Jourdan bei Fleurus.
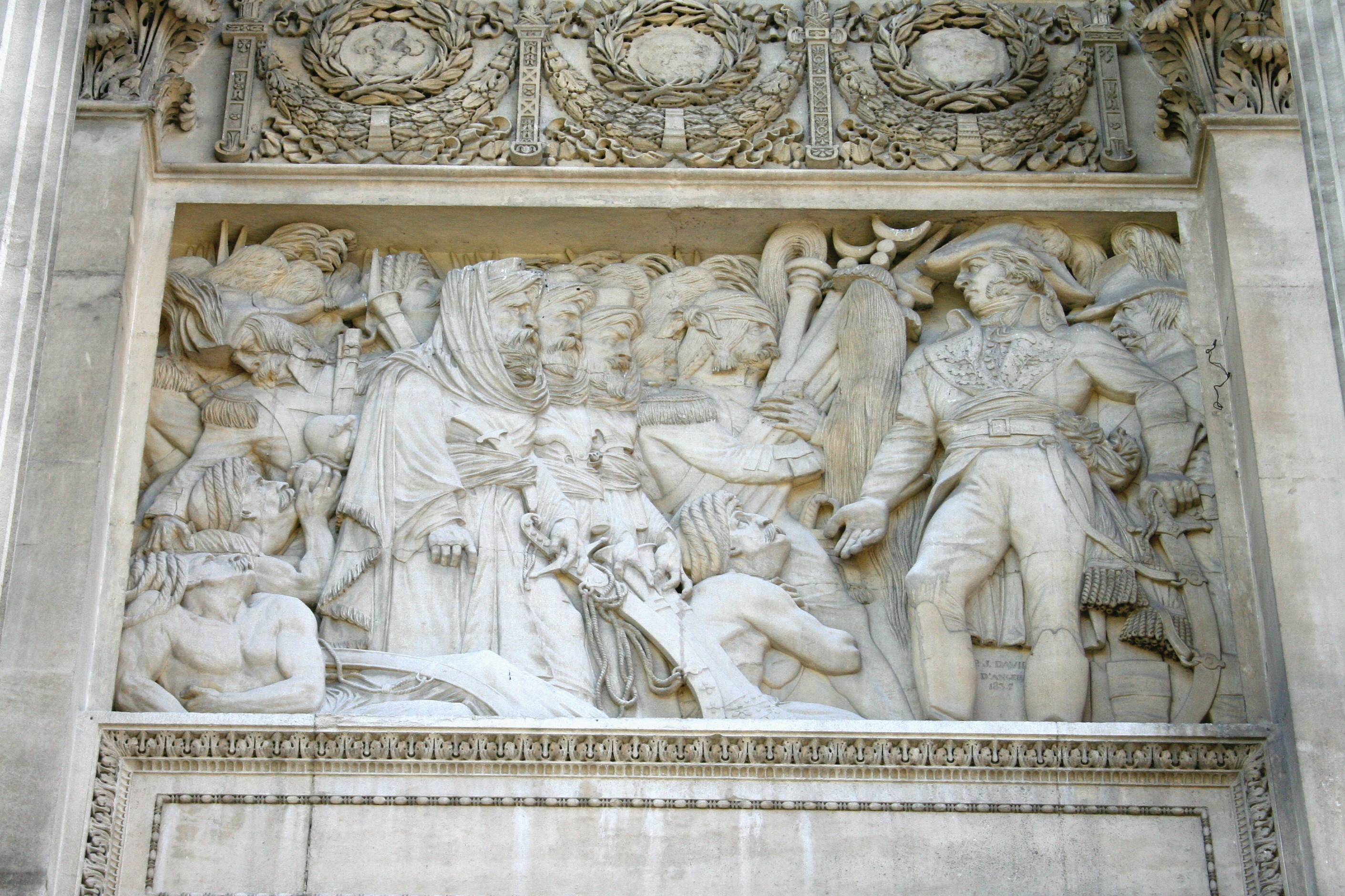
Nordost: Die besiegten Osmanen überreichen General Jean-Baptiste Kléber bei Heliopolis ihre Insignien.
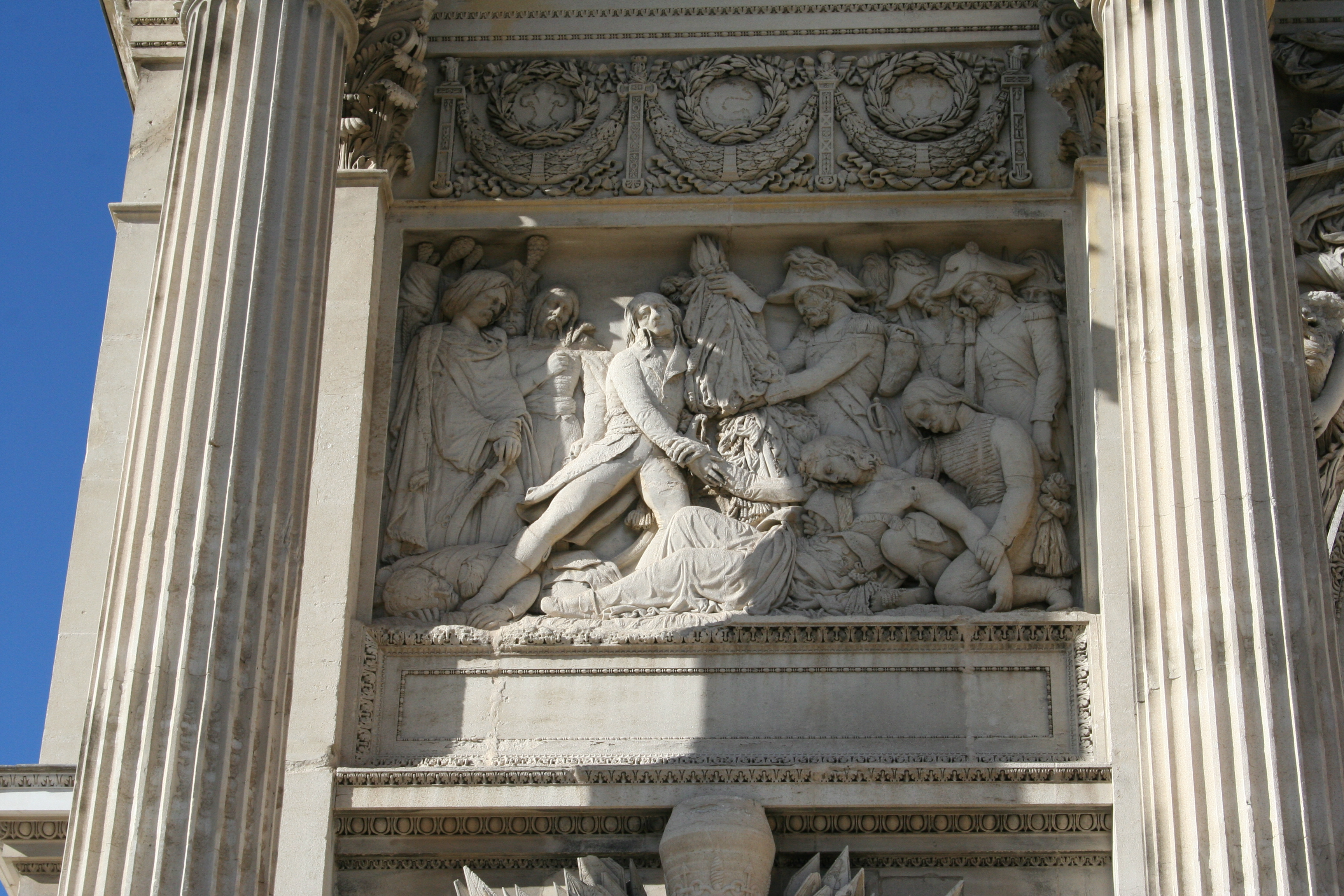
Südwest: Eroberte Feldzeichen für den sterbenden General Louis Desaix bei Marengo.
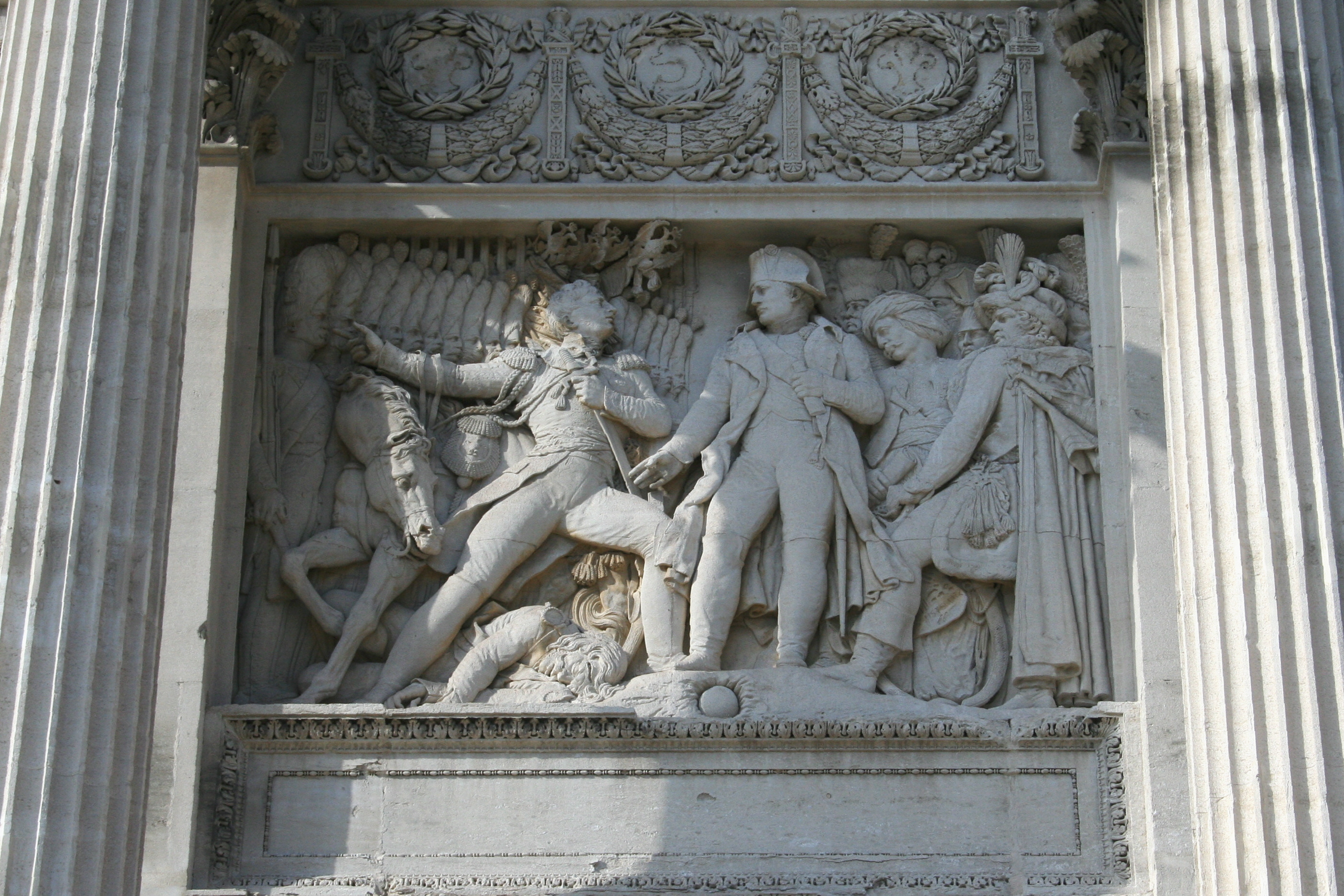
Südost: Napoleon gegenüber anrückenden russischen Truppen bei Austerlitz.

Auf den Säulen standen einst acht ca. 2,75 m hohe Figuren, die die Herrschertugenden darstellten. Leider stellte sich mit der Zeit heraus, dass der Stein nicht sonderlich wetterfest war. Die Figuren wurden immer maroder, und trotz Reparaturen waren bis 1937 sechs Köpfe bereits auf die Straße gefallen. Daraufhin wurden alle Figuren demontiert. Nach der Restaurierung des Bogens 2003 kehrten nur die Figuren d’Angers’ auf der Nordseite zurück:

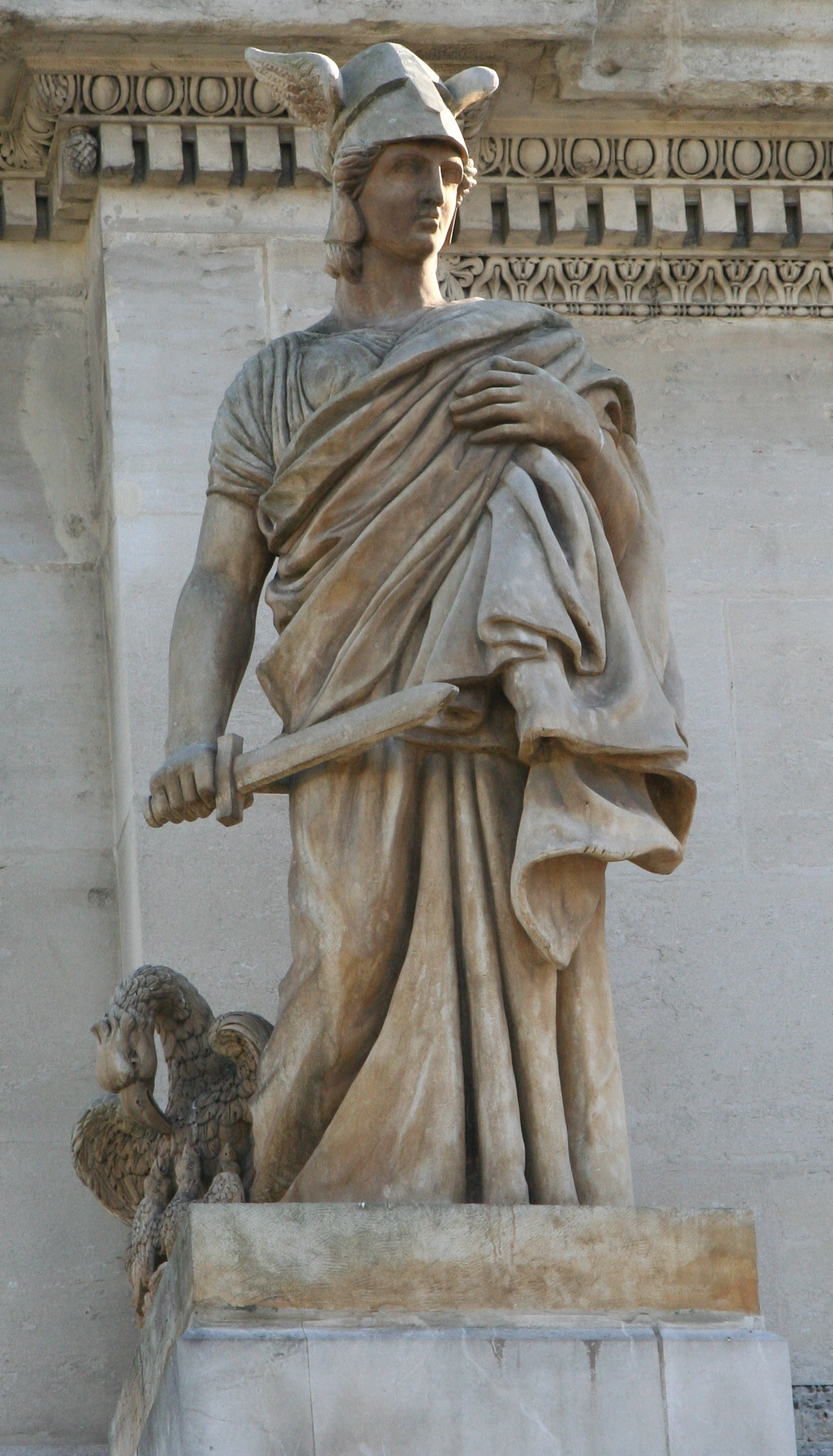
Die Selbstlosigkeit mit einem Pelikan
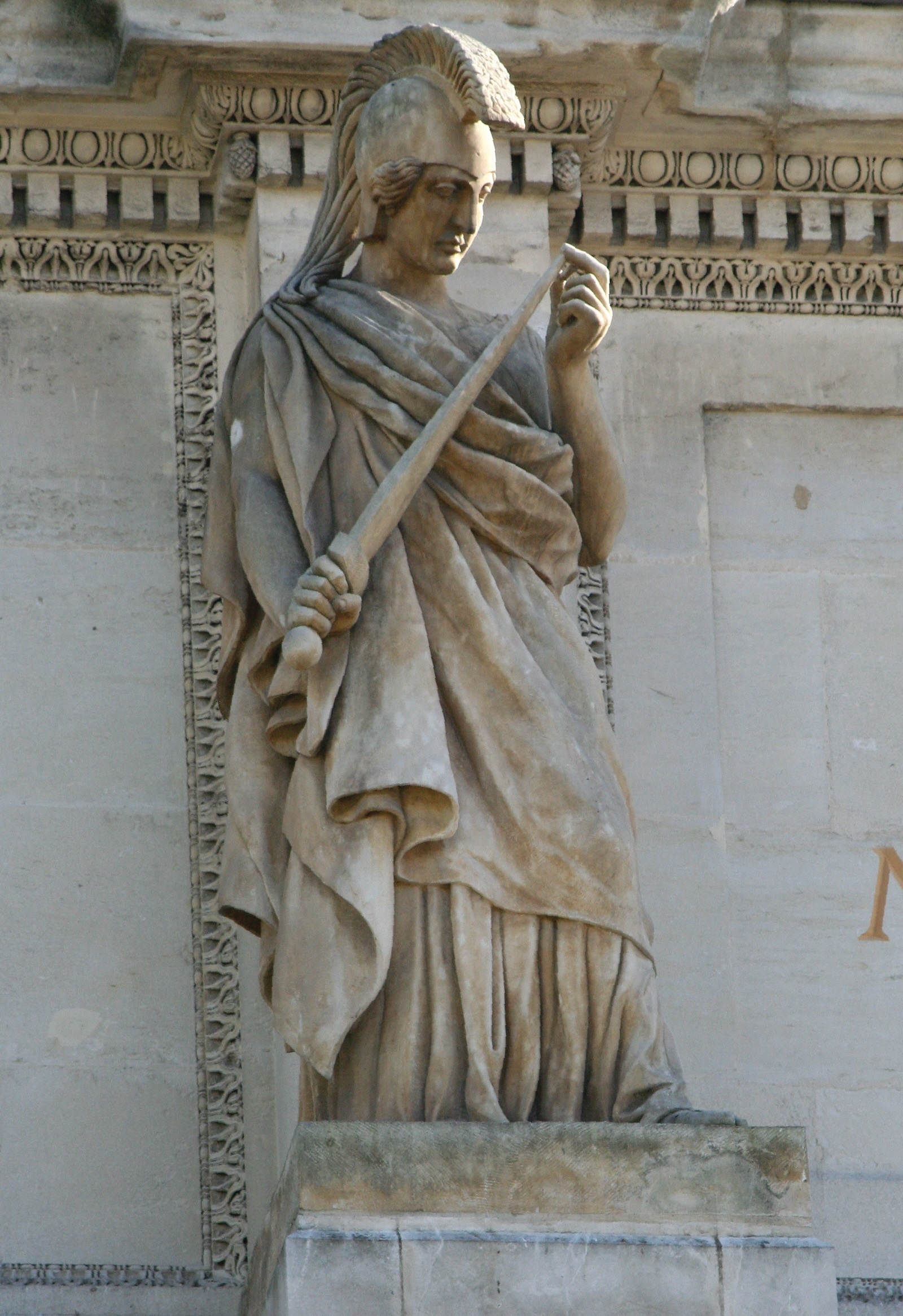
Die Bedachtsamkeit
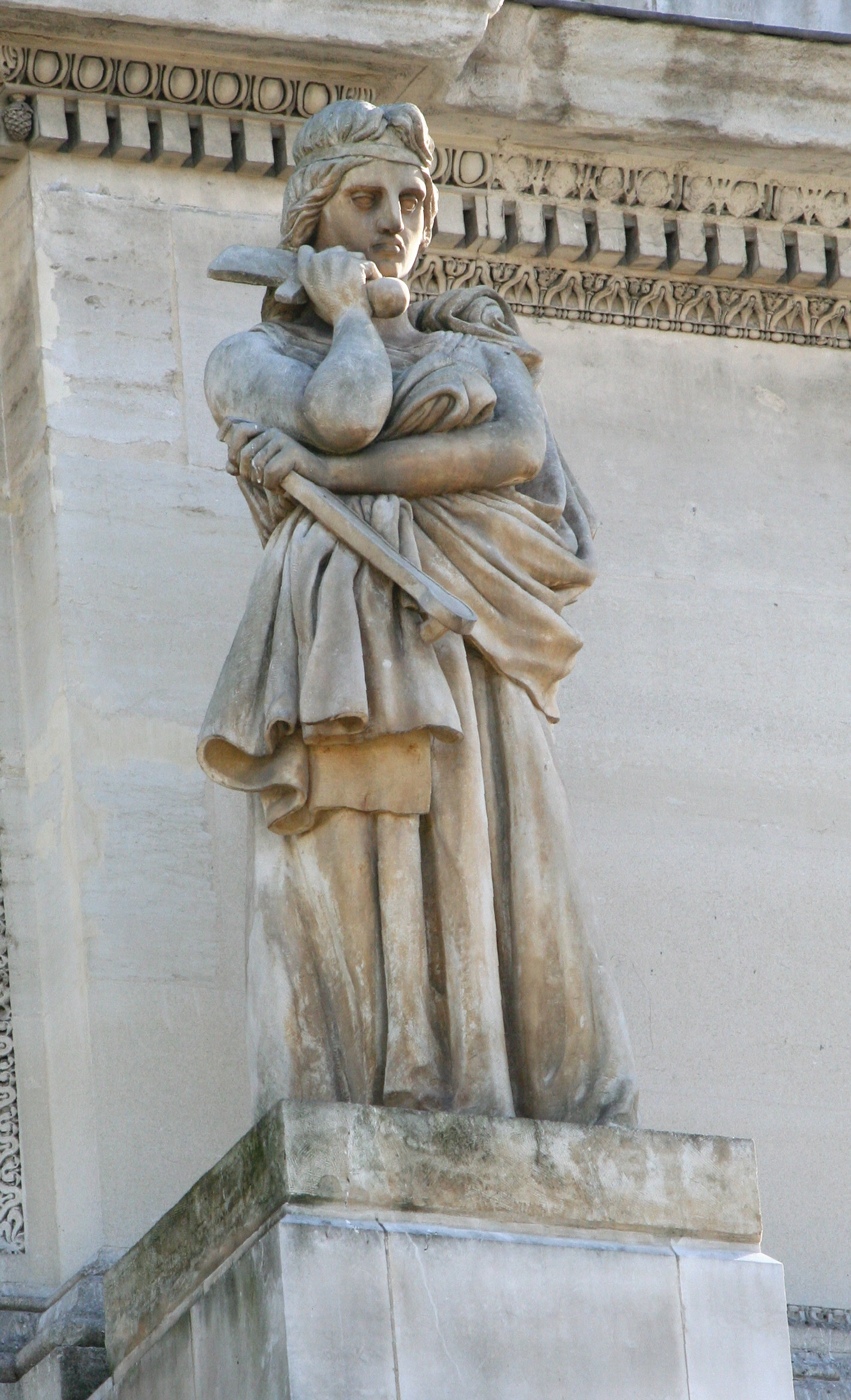
Die Resignation
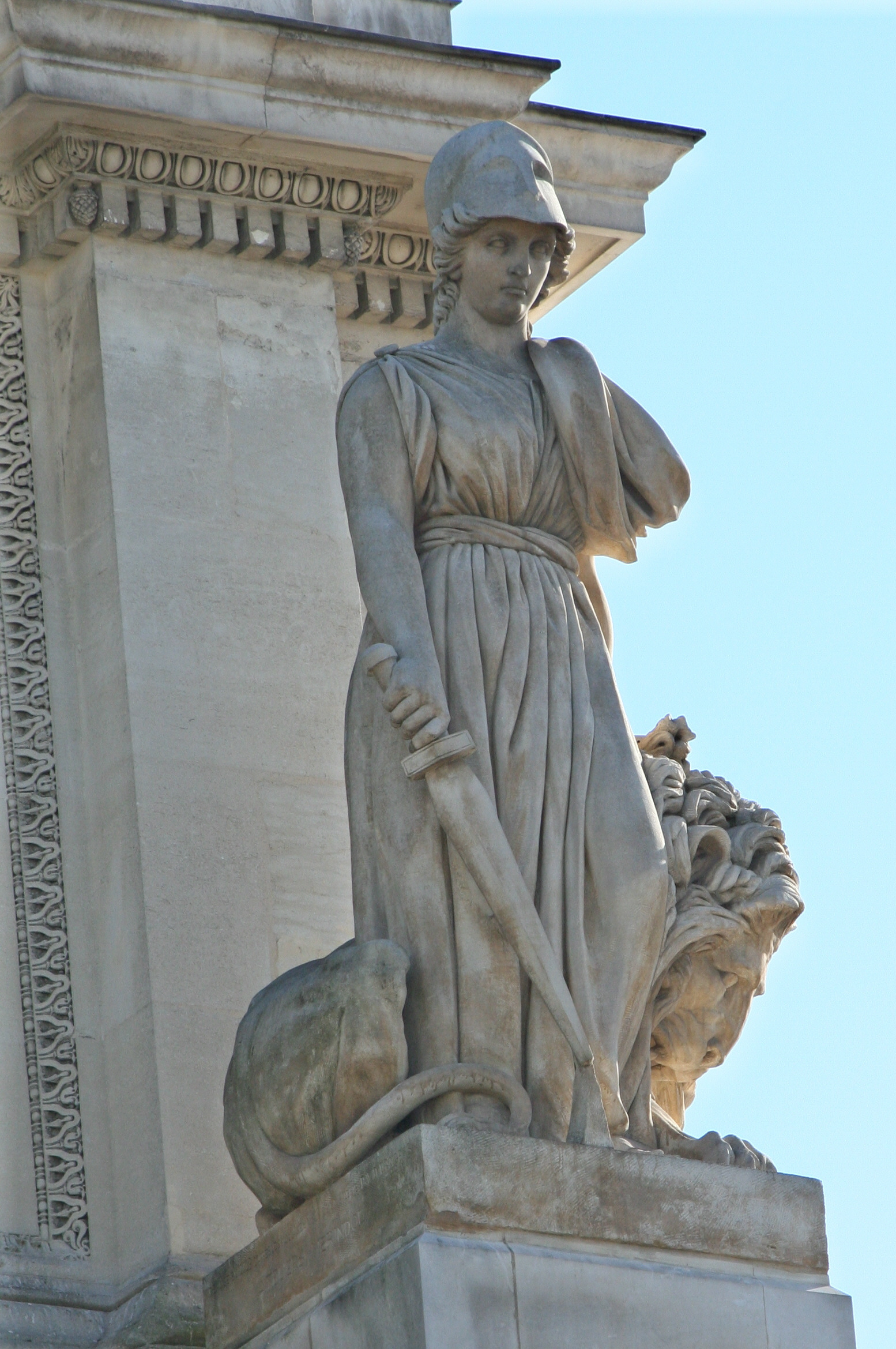
Der Mut mit einem Löwen zu Füßen

## Heutige Situation
Die Place Jules-Guesde war lange ein Ort mit geringer Aufenthaltsqualität. Der Triumphbogen selbst stand auf einer Verkehrsinsel. Im Rahmen des Stadterneuerungsprogramms Euroméditerranée wurde und wird die Umgebung aufgewertet. Der letzte innerstädtische Abschnitt der Autoroute A7 wurde in einen Tunnel verlegt. Der Autoverkehr im Bereich der Place Jule-Guesde wurde somit reduziert. Die Porte d’Aix ist nun Teil einer Grünanlage.

## Galerie von Fotos

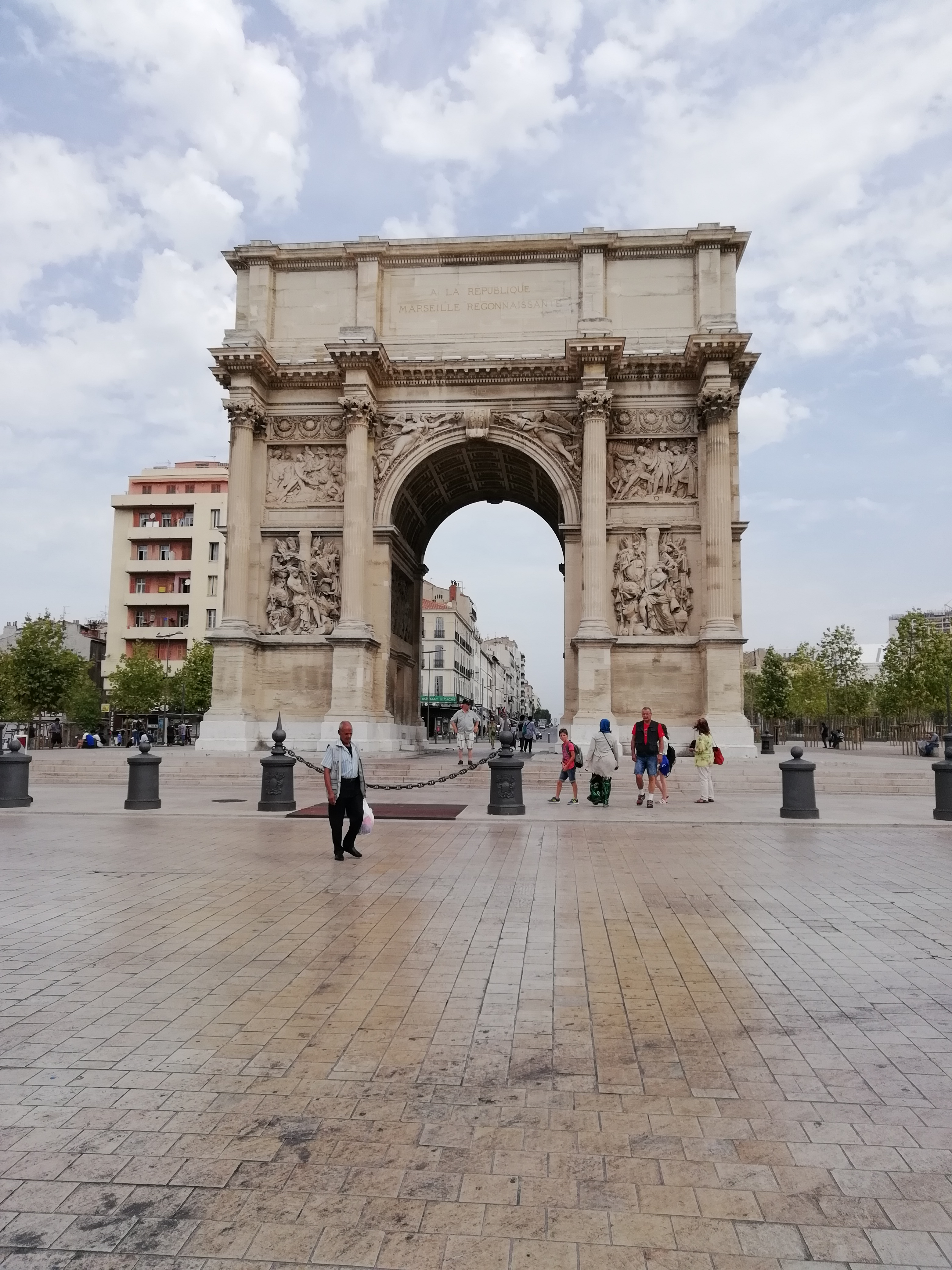
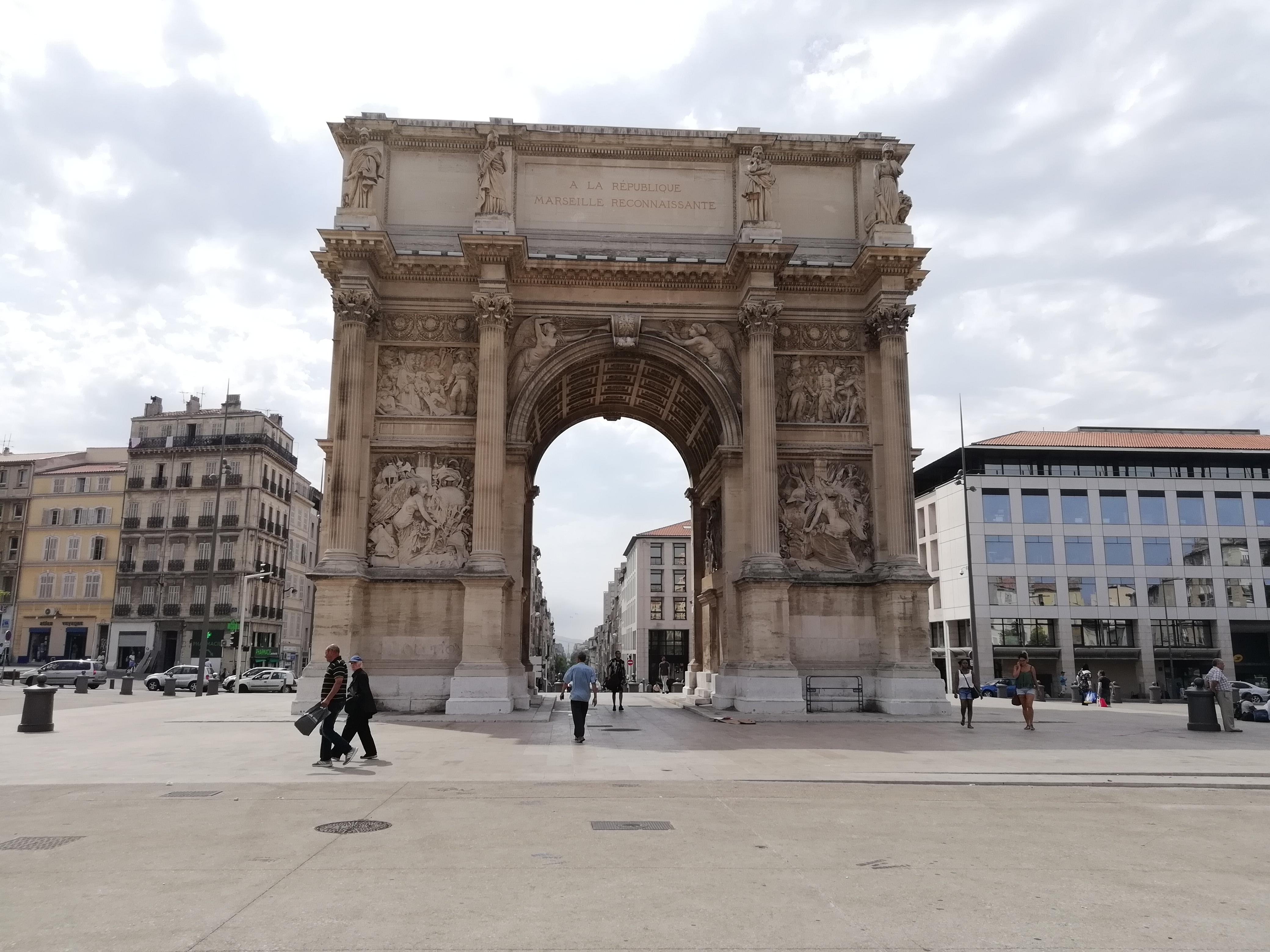
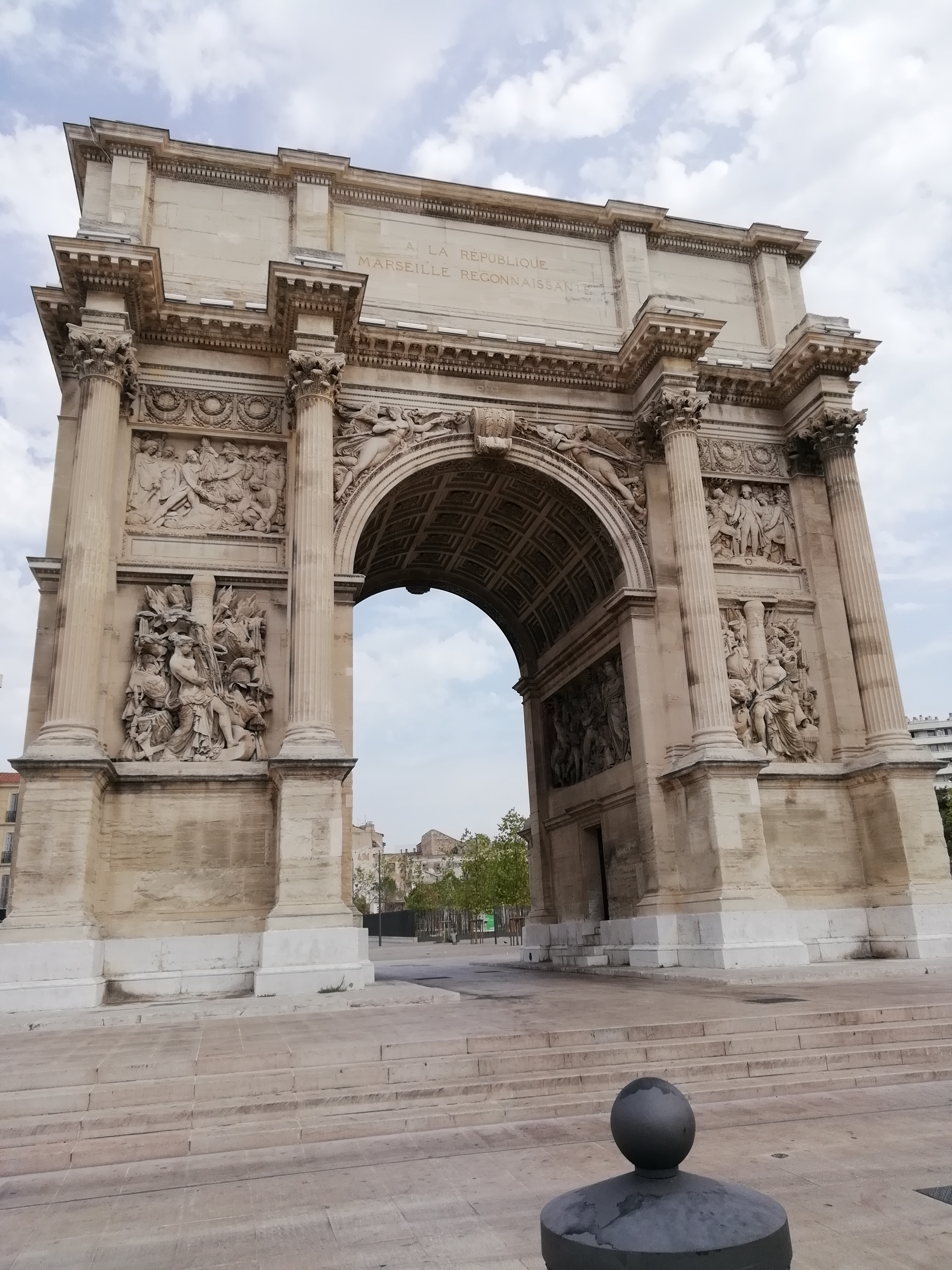